# مشاوي القدس المشكلة

مشاوي القدس المشكلة هو طبق مشاوي مشكلة من القدس يتكون من قلوب،طحال وكبد الدجاج ممزوج مع قطع من لحم الضأن ومتبلة بالبصل والثوم، الفلفل الأسود، الكمون، الكركم، زيت الزيتون والكزبرة.